# Communauté de communes de Saint-James
La communauté de communes de Saint-James est une ancienne communauté de communes française, située dans le département de la Manche et la région Normandie.

## Historique
La communauté de communes de Saint-James a été créée le 1er janvier 1993.
Le 1er janvier 2017, la communauté de communes de Saint-James fusionne avec les communautés de communes de Saint-Hilaire-du-Harcouët, Avranches - Mont-Saint-Michel, du Val de Sée et du Mortainais pour former la communauté d’agglomération Mont-Saint-Michel Normandie,.

## Composition
Elle était composée des douze communes de l'ancien canton de Saint-James, aujourd'hui intégrées dans le canton de Saint-Hilaire-du-Harcouët :
| Nom                         | Code Insee | Gentilé         | Superficie (km2) | Population (dernière pop. légale) | Densité (hab./km2) |
| --------------------------- | ---------- | --------------- | ---------------- | --------------------------------- | ------------------ |
| Saint-James (siège)         | 50487      | Saint-Jamais    | 86,41            | 2 756 (2021)                      | 32                 |
| Argouges                    | 50018      | Argougeois      | 16,41            | 499 (2021)                        | 30                 |
| Carnet                      | 50100      | Carnetais       | 10,18            | 492 (2021)                        | 48                 |
| La Croix-Avranchin          | 50154      |                 | 10,79            | 435 (2021)                        | 40                 |
| Hamelin                     | 50229      | Hamelinois      | 2,46             | 102 (2014)                        | 41                 |
| Montanel                    | 50337      | Montanellais    | 15,40            | 336 (2021)                        | 22                 |
| Montjoie-Saint-Martin       | 50347      | Montjoyeux      | 7,49             | 257 (2014)                        | 34                 |
| Saint-Aubin-de-Terregatte   | 50448      | Saint-Aubinais  | 20,96            | 695 (2014)                        | 33                 |
| Saint-Laurent-de-Terregatte | 50500      |                 | 16,35            | 641 (2014)                        | 39                 |
| Saint-Senier-de-Beuvron     | 50553      | Saint-Segnerais | 11,21            | 344 (2014)                        | 31                 |
| Vergoncey                   | 50627      | Vergoncéens     | 7,73             | 187 (2021)                        | 24                 |
| Villiers-le-Pré             | 50640      |                 | 7,94             | 187 (2019)                        | 24                 |

## Administration
| Période      | Période       | Identité           | Étiquette         | Qualité                                  |
| ------------ | ------------- | ------------------ | ----------------- | ---------------------------------------- |
| janvier 1993 | avril 2014    | Michel Thoury      | UDF-CDS, puis UMP | Maire de Saint-James, conseiller général |
| avril 2014   | décembre 2016 | Jean-Pierre Carnet |                   | Maire de Saint-Aubin-de-Terregatte       |